# Вале-ин-Жос
Вале-ин-Жос (рум. Vale în Jos) — село у повіті Алба в Румунії. Входить до складу комуни Понор.
Село розташоване на відстані 297 км на північний захід від Бухареста, 32 км на північ від Алба-Юлії, 49 км на південь від Клуж-Напоки.

## Населення
Станом на 1 грудня 2021 року населення складало 129 осіб. За даними перепису населення 2002 року у селі проживали 176 осіб, з них 174 особи (98,9%) румунів. Рідною мовою 174 особи (98,9%) назвали румунську.